# ソリッド・ボール・オブ・ロック
『ソリッド・ボール・オブ・ロック』（Solid Ball of Rock）は、イングランドのヘヴィメタル・バンド、サクソンが1991年に発表した10作目のスタジオ・アルバム。

## 背景
ブラインド・ガーディアンやデストラクション等の作品を手がけてきたカレ・トラップが、プロデューサーに起用された。タイトル曲は、ビフ・バイフォードの友人ブラム・チャイコフスキー（元モーターズ）が作ったロカビリー調の楽曲が原型となっている。

## 反響・評価
全英アルバムチャートでは、『ホイールズ・オブ・スティール』（1980年）以降のスタジオ・アルバムとしては初めて、トップ100入りを逃す結果となった。一方、ドイツのアルバム・チャートでは12週連続でトップ100入りし、最高23位を記録した。
Eduardo Rivadaviaはオールミュージックにおいて5点満点中2.5点を付け「1980年代後期のサクソンは、売れ線を狙い批評家から酷評されたアルバムを何枚か発表した後、残念ながらEMIとの契約を解除されたが、この10作目のスタジオ・アルバムで、復権に至る長い道のりが始まった」「全体的には、なおもソングライティングに関してはムラがあるが、若き新ベーシストのニッブス・カーターが、ここ何年かでは特にアグレッシヴな曲を提供し、グループに新生面をもたらした」と評している。

## 収録曲
特記なき楽曲はニッブス・カーター作。
1. ソリッド・ボール・オブ・ロック - "Solid Ball of Rock " (Bram Tchaikovsky, Micki Broadbent) - 4:40
2. オルター・オブ・ザ・ゴッズ - "Altar of the Gods " - 3:41
3. レクイエム - "Requiem (We Will Remember)" (Biff Byford, Graham Oliver, Nibbs Carter, Nigel Glockler) - 5:18
4. ライツ・イン・ザ・スカイ - "Lights in the Sky" (B. Byford, Paul Quinn, Paul Johnson) - 4:07
5. アイ・ジャスト・キャント・ゲット・イナフ - "I Just Can't Get Enough" (B. Byford, G. Oliver, P. Quinn) - 4:38
6. バプティズム・オブ・ファイヤー - "Baptism of Fire" - 3:12
7. エイント・ゴナ・テイク・イット - "Ain't Gonna Take It" (B. Byford, G. Oliver, N. Carter, N. Glockler) - 4:52
8. アイム・オン・ファイヤー - "I'm on Fire" - 4:23
9. オーヴァーチュア・イン・B・マイナー〜レフュジー - "Overture in B-Minor Refugee" (B. Byford, N. Carter) - 5:37
10. ババリアン・ビーバー - "Bavarian Beaver" - 1:14
11. クラッシュ・ダイヴ - "Crash Dive" - 3:08

### 日本盤CDボーナス・トラック
1. レクイエム（シングル・ヴァージョン） - "Requiem (We Will Remember) (Single Version)" (B. Byford, G. Oliver, N. Carter, N. Glockler) - 4:43
2. リーパーバン・ストンプ - "Reeperbahn Stomp" - 3:25

## 参加ミュージシャン
- ビフ・バイフォード - ボーカル
- グラハム・オリヴァー - ギター
- ポール・クィン - ギター
- ニッブス・カーター - ベース
- ナイジェル・グロックラー - ドラムス